# Чирське
Чи́рське —  село в Україні, в Бориспільському районі Київської області. Населення становить 186 осіб. Входить до складу Переяславської міської громади.

## Економіка
- Перевантажувальний річковий термінал «Переяславський» компанії НІБУЛОН.

## Історія
На мапі Шуберта 1868 р. - х.Чирськ.
1910 - селище Чирське (Чирок) Переяславської волості Переяславського повіту Полтавської губернії, 46 господарств, 255 осіб обох статей з найманими робітниками.
| Україна | Це незавершена стаття з географії України. Ви можете допомогти проєкту, виправивши або дописавши її. |

1. ↑  http://www.etomesto.ru/map-ukraine_trehverstka-kiev/?y=50.107749&x=31.493082
2. ↑  "Список населенных мест Переяславского уезда Полтавской губернии : составлен по данным подворно-хоз. земской переписи 1910 г."